# Mountain Heroes
Mountain Heroes è una docu-reality italiano prodotta da Formasette nel 2013 in onda in Italia su DMAX. Il programma segue le operazioni di elisoccorso da parte di differenti enti di elisoccorso nella regione del Trentino-Alto Adige. La prima stagione vede come protagonisti, nei rispettivi ruoli di soccorso e prevenzione, la onlus Aiut Alpin Dolomites e l'azienda Elikos, operanti nella provincia autonoma di Bolzano, mentre la seconda stagione vede partecipe il Nucleo elicotteri della provincia autonoma di Trento nell'espletazione di entrambe le mansioni. La serie in ogni puntata mostra uno o più interventi di soccorso alpino reali e di prevenzione.

## Produzione
Il programma nasce e viene girato nel 2012 ed è prodotta dalla "Formasette srl". Il primo episodio viene trasmesso su DMAX il 12 aprile 2013. La regia è affidata a Michele Melani.
A settembre 2015 vengono realizzate delle riprese all'interno del Nucleo elicotteri della provincia autonoma di Trento e annunciato che queste saranno condotte per un periodo pari a circa un mese. La serie è prodotta sempre da Formasette srl e Giuma produzioni, la regia curata da Michele Melani e supervisionata da Zodiak Media Group. Un primo spot promozionale viene divulgato il 16 marzo 2016 tramite i canali Vimeo di Formasette srl e YouTube di Trentinofilmcomm mentre il primo episodio viene trasmesso su DMAX (Italia) il 18 ottobre 2016.

## Puntate
| Edizione         | Puntate | Prima TV |
| ---------------- | ------- | -------- |
| Prima edizione   | 6       | 2013     |
| Seconda edizione | 6       | 2016     |

## Cast
- Raffael Kostner: capo dell'Aiut Alpin Dolomites e tecnico verricellista
- Gabriel Kostner: pilota
- Marcus Kostner: pilota
- Davide Subrero: pilota
- Mirco Mussner: pilota
- Gino Comelli: tecnico verricellista
- Moritz Peristi: tecnico verricellista
- Christian Salaroli: medico anestesista-rianimatore
- Adriano Rinaldi: medico anestesista-rianimatore
- Alessandro Bisoffi Varani: medico anestesista-rianimatore
- Simone Priolo: medico anestesista-rianimatore
- Ascan Barone: coadiutore di bordo/pilota
- Bean Holzknecht: coadiutore di bordo
- Armin Senoner: coadiutore di bordo

## Location
La location principale della serie è la zona dolomitica dell'Alto Adige.